# 真岡銃砲店襲撃事件
真岡銃砲店襲撃事件とは（もおかじゅうほうてんしゅうげきじけん）とは1971年2月17日に日本共産党（革命左派）神奈川県委員会（京浜安保共闘）が栃木県真岡市の銃砲店を襲撃した事件。

## 概要
革命左派（京浜安保共闘）の獄外最高指導者の永田洋子と坂口弘は獄中の最高指導者川島豪による自身の奪還指示を受け、その実行の外国領事館等の要人を誘拐して人質とするべく調査したが要人誘拐は困難であると結論づけて断念。そこで川島が公判出廷のために横浜拘置所から横浜地方裁判所に護送される際に襲撃することを計画し、そのために必要な銃器の獲得を急務としていた。
1970年12月18日、交番を襲撃して銃を強奪することを計画した革命左派は上赤塚交番を襲撃したが失敗。これにより交番をターゲットとすることを断念し、狩猟中のハンターから銃を奪うことも計画され実行のために調査もされたが、最終的に狙いを民間銃砲店に定めることとなった。民間人を襲撃することに対して疑問の声も出たが「銃砲店は警察権力と一体化しているので、その末端機関と見なすべきだ」と正当化された。当初実行メンバーには獄外指導部メンバーであった坂口弘も加わっていたが、獄外最高指導者で坂口の内縁の妻でもあった永田洋子に反対され実行直前になって他のメンバーと交代した。
1971年2月17日午前2時半頃、電報配達を装って栃木県真岡市の銃砲店の勝手口を叩き、家人が反応して戸を空けると革命左派の6人の男が乱入し、一家4人を縛り、猟銃10丁（散弾銃9、ライフル1）・空気銃1丁・銃弾約2300発を強奪した。
事件後、ただちに大規模な捜査網が敷かれ、事件直後に警察に追跡され車を乗り捨ててゴミ箱に隠れていた2名が逮捕され、犯行メンバーや永田洋子・坂口弘ら獄外指導部メンバーが指名手配されることとなった。これにより犯行メンバーや永田・坂口は都市部での活動が困難になり、同年3月から約2ヶ月の札幌市での潜伏生活の後の再上京時に捜査網から逃れるため坂口の提案により山岳をアジトとすることなる（山岳ベース）。また、永田は捜査網からの逃避の中で、奪取した銃の役割に対して、最高指導者奪還という当初の目的に代わり、銃を軸にした武力闘争という新たな意味づけを行うようになった。
この時に強奪した猟銃の一部は赤軍派に金銭との交換で「相互協力」の名の下に譲渡され、赤軍派によるM作戦（金融機関強盗）にも使われることになった。
1971年7月23日の松江相銀米子支店強奪事件で本事件で強奪された猟銃を持った赤軍派メンバー4人が逮捕され、革命左派と赤軍派の接近が警察によって確認されることになった。
またこの時の猟銃は革命左派と赤軍派が合流した連合赤軍によるあさま山荘事件でも犯人が使用することになった。
実行犯6名の内、2名は事件直後に逮捕され、残りの4名と永田・坂口は指名手配された。1971年8月に1名、同年11月に1名、1972年2月に永田・坂口と実行犯1名吉野雅邦が逮捕された。残る1名寺岡恒一は、山岳ベース事件で既に殺害されていたことが発覚した。
本事件により、銃砲店店主が全治2週間の重傷を負い、店主の妻は事件後7ヶ月を経ても「勝手場に行くのが怖い」と訴え、当時6歳と5歳であった被害者夫妻の子供は1人で就寝しなくなったといい、1982年6月の永田・坂口に対する第一審判決では「被害者一家に対し、文字通り物心両面にわたる深刻な打撃と苦痛を与えた」とされた。また同判決では本事件を「後に来る凶悪事件の契機をなした」と位置づけ、永田・坂口らを最高首謀者とみなし、「共犯者中責任が最も重いのは当然であり、実行行為に直接関与していない一事は、いささかもその責任を軽減する理由とはなしがたい」とした。